# Nastoceras candidella
Nastoceras candidella är en fjärilsart som beskrevs av Pierre Chrétien 1922. Nastoceras candidella ingår i släktet Nastoceras och familjen Symmocidae. Inga underarter finns listade i Catalogue of Life.